# 羊水
羊水（ようすい）は、羊膜上皮から分泌され、羊膜腔を満たす液体で、爬虫類、鳥類、哺乳類といった有羊膜類の胚、胎児は、羊水に浮かんで発育する。また、尿膜水と一括して胎水とも呼ばれることもある。
魚類や両生類といった羊膜を形成しない脊椎動物の胚は、外界の水が胚の周囲を循環することで胚の排泄する排泄物の除去やガス交換を行い発生の行われる空間の環境を維持しているが、有羊膜類の胚は羊膜腔に保持されpHや浸透圧などの諸性質の変動を一定に抑え、恒常性を保った羊水を作り出す事により胚発生の行われる空間の環境を胚にとって良好に維持している。
卵や子宮の中には最初から羊水があるわけではなく胚に漿膜や羊膜といった胚膜が形成、胚の本体が羊膜腔に包まれると、その中に羊水が満たされる。発生の進んだ胚では羊水を嚥下する運動が観察される。
哺乳類では、出産の直前に羊膜が破れ、羊水が体外に出る。これを破水（はすい）という。
なお、高齢出産や遺伝病の保因者などの場合、出生前診断として胎児の染色体異常や先天性異常を調べるべく羊水中に浮遊する遊離細胞などを調べる羊水検査を行う事がある。
この検査で重篤な異常が見つかった場合、胎児を産み育てるか、もしくは人工妊娠中絶に踏み切るかなどについて妊婦およびその周囲が決断を迫られる事になる。胎児の人権の侵害であり、倫理的に許されざる行為であるとの意見と、先天性の障害をもつ子供を育てることは生活上大きな負担であり、堕胎についての妊婦の選択権を認めるべきであるとの対立する意見とがあり、倫理上の問題が生じている。
加齢などの要因により羊水が腐るという事はないが、出産予定日を過ぎての出産時など胎児の排便により羊水が濁る事がある。